# Михайлівка (Новоодеська міська громада)
Миха́йлівка — село в Україні, у Новоодеській міській громаді Миколаївського району Миколаївської області. Населення становить 486 осіб.

## Географія
Селом тече Балка Велика Дівка.

## Історія
За даними на 1859 рік у південному поселенні Єлизаветградського повіту Херсонської губернії мешкало 1129 осіб (561 чоловік та 568 жінок), налічувалось 181 дворове господарство, існувала православна церква.
Станом на 1886 рік у колишньому державному селі Щербанівської волості мешкало 798 осіб, налічувалось 133 двори, існували молитовний будинок, школа, земська станція, лавка.

## Населення
Згідно з переписом УРСР 1989 року чисельність наявного населення села становила 509 осіб, з яких 222 чоловіки та 287 жінок.
За переписом населення України 2001 року в селі мешкало 486 осіб.

### Мова
Розподіл населення за рідною мовою за даними перепису 2001 року:
| Мова       | Відсоток |
| ---------- | -------- |
| українська | 92,59 %  |
| російська  | 7,00 %   |
| гагаузька  | 0,21 %   |
| молдовська | 0,21 %   |